# Láser de nitrógeno
El láser de nitrógeno (N{\displaystyle _{2}}) es uno de los láseres más fáciles de construir y de más bajo coste. 
Su funcionamiento se logra al producir una rápida y fuerte descarga entre dos placas de aluminio que ioniza el nitrógeno presente y crea la inversión de población necesaria. La longitud de onda central del láser de nitrógeno es de 337,1 nm (ultravioleta cercano) y emite a potencias de hasta 7 MW
con un ancho temporal del orden de {\displaystyle 10^{-9}s}.

## Descripción
El láser de nitrógeno es un láser de fácil montaje y de numerosas aplicaciones. Debido a sus componentes de bajo coste y la abundancia del medio activo (N{\displaystyle _{2}} o simplemente aire), el láser de nitrógeno puede ser construido con pocos recursos y con básicos conocimientos técnicos. Desde su descubrimiento en 1963
, el láser de nitrógeno molecular ha sido optimizado hasta obtener pulsos ultracortos y de gran potencia. En la actualidad se han registrado emisiones de pulsos ultravioleta del orden de 5 ns, centrados en los 337,1 nm y con potencias que van desde unas centenas de kW hasta los 5 MW. Mejoras como el bombeo por descarga o por un haz de electrones han hecho que el láser de nitrógeno molecular sea hoy en día una herramienta versátil tanto en la industria como en la investigación.

## Seguridad láser
La construcción y la puesta en marcha de un láser puede ser peligrosa si no se tienen en cuenta las precauciones necesarias. La mayoría de los láseres involucran dispositivos de alto voltaje, químicos tóxicos, alto vacío, una alta densidad de potencia y otros peligros que, de ser utilizados de manera inadecuada, pueden comprometer seriamente la salud. En especial, el láser de nitrógeno requiere de un bombeo eléctrico relativamente complejo cuya descarga eléctrica puede ser fatal. Se debe tener especial precaución con la radiación UV; el láser N{\displaystyle _{2}} es capaz de emitir pulsos de alta potencia en el rango del ultravioleta, que al ser invisible a la visión humana puede provocar la recepción de radiación prolongada sin percatarse de ello. Se deben tomar todas las precauciones necesarias durante la construcción y operación del láser N{\displaystyle _{2}} para prevenir cualquier incidencia directa o por reflexión de la radiación láser sobre la piel y los ojos.

## Construcción

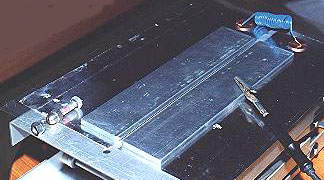
Estructura básica de um laser N_{2} de presión atmosférica.

Las diferentes versiones del láser de nitrógeno se dividen en dos clasificaciones principales: los láseres de presión atmosférica y los de presiones bajas. La primera clasificación es la llamada TEA, de sus siglas en inglés: descarga Transversal Eléctrica a presión Atmosférica. Este tipo de láser no necesita de ningún sistema de vacío y puede operar con el aire como medio activo. Esto último le hace un láser bastante atractivo para su construcción por su bajo coste y su aparente facilidad de montaje. Lamentablemente su puesta en marcha no es tan fácil como parece. Otros aspectos de los láseres TEA son bastante exigentes: la reducción de la inductancia, la alineación de los electrodos y la rapidez de los pulsos. También el oxígeno presente en el aire interrumpe el camino óptico, haciendo del láser N{\displaystyle _{2}} TEA un láser bastante susceptible de cualquier cambio en sus parámetros. De los valores reportados en la literatura
se puede ver que el láser N{\displaystyle _{2}} TEA emite a menor potencia y a mayor anchura temporal que el láser  N{\displaystyle _{2}} a bajas presiones. Por otra parte, la versión del láser N{\displaystyle _{2}} a presiones bajas no requiere un alto vacío (incluso un motor de refrigerador puede ser útil), es de fácil montaje, produce picos entre 5 y 9 ps, y puede obtener potencias de cientos de kW sin muchos requerimientos tecnológicos. Por estas razones, este último láser es óptimo para el bombeo de láseres de colorantes, estudios de fluorescencia y espectroscopia UV entre otros. En adelante se tratará de la construcción y aplicaciones de láseres de nitrógeno para presiones bajas.
El montaje láser consiste en dos electrodos planos y paralelos al eje óptico formando un condensador de aproximadamente 1 cm de separación. Este condensador está contenido en un tubo de vacío que puede fabricarse de tubos de vidrio, cobre o latón cementados con masilla epóxica para garantizar el vacío. Los electrodos pueden ser hojas de aluminio o también pueden fabricarse de dos placas base para PC con el grosor necesario para minimizar la inductancia generada entre las placas. Este último aspecto es importante para poder generar un pulso eléctrico suficientemente rápido y así iniciar el laseado. Todas las referencias aquí consultadas son ligeras variaciones de la presentada en el artículo de C.L. Stong, 1974. En concreto, Goldwasser, Samuel M. utilizó placas base para PC muy delgadas de dimensiones ({\displaystyle 30\times 45\times 0,04}cm) con alta capacitancia y a su vez baja inductancia. La experiencia reportada en la literatura citada demuestra que se hace mucho más difícil el funcionamiento del láser utilizando placas de mayor grosor. Algunos modelos utilizan también un espejo trasero que puede llegar a aumentar la potencia al 250%.
El aire a presión atmosférica, que tiene un 78\% de nitrógeno, no es un buen medio activo ya que la presión es muy elevada para el óptimo funcionamiento del láser y el oxígeno absorbe parte de la radiación y del bombeo. Tampoco es suficiente con reducir la presión del aire con un sistema extractor debido a que el nitrógeno sería evacuado antes que el oxígeno (O{\displaystyle _{2}}) por su menor masa molecular. Por esta razón es usual que el medio activo sea suministrado por un flujo de gas de nitrógeno molecular (N{\displaystyle _{2}}) diluido en helio. Una buena alternativa para el suministro de gas pueden ser los tanques utilizados en soldadura. Para el vacío es suficiente con utilizar un compresor de nevera modificado en su arranque para que funcione en dirección contraria (extractor en vez de compresor). Especial cuidado debe tenerse para vaciar completamente el compresor de gases y líquidos refrigerantes.
El circuito utilizado para la descarga es el esquema de Blumlein que utiliza dos condensadores en paralelo. Las dos placas negativas están cercanas entre sí ({\displaystyle \approx }1cm) y producen una descarga tan pronto se provoca la chispa entre el tornillo ajustable y la placa negativa. Se crea un gradiente de voltaje que a su vez produce una descarga entre las placas que viaja de dentro hacia fuera en unos cuantos nanosegundos.

## Aplicaciones
El láser de nitrógeno es ampliamente utilizado en métodos de detección industrial y en la investigación científica. Entre sus principales usos están diferentes métodos de espectroscopia, como la espectroscopia por fluorescencia inducida por láser (LIF), la espectroscopia de plasma inducido por láser LIBS y la espectroscopia de masas MALDI. También es útil en la microscopia ultravioleta, en la amplificación de pulsos ultra-cortos y en el bombeo de láseres de colorante. En la industria es también utilizado para la limpieza, la unión y el endurecimiento de varios materiales. A continuación se comentan algunos de los usos del láser de nitrógeno, que a mi parecer resultan más interesantes.
En la espectroscopia de plasma inducido por láser (LIBS) se analiza el espectro emitido por la pluma de plasma. Debido a que todos los materiales tienen un espectro de emisión, este tipo de espectroscopia de emisión atómica permite analizar todo tipo de muestra midiendo el espectro de emisión originado por la radiación láser. Su principal ventaja es que no depende de su estado de agregación y por tanto puede utilizarse para el análisis de aerosoles, gases, sólidos y líquidos. Sus principales limitantes son la sensibilidad y el rango de frecuencia de los aparatos de medición y la potencia emitida por el láser que excita la muestra.
La espectroscopia de masas por desabsorción/ionización láser asistida por matriz (MALDI) es una técnica utilizada para el análisis de proteínas, aminoácidos y péptidos entre otros. Este tipo de moléculas tiende a perder su energía de enlace cuando son ionizadas de las maneras convencionales. En la espectroscopia MALDI, el objetivo es protegido de la radiación directa por una matriz de moléculas cristalizadas introducidas en una mezcla comúnmente compuesta de agua y ethanol. Al incidir el láser sobre la matriz, esta transmite parte de la energía ionizando a las moléculas que se quieren analizar. La técnica más usada de este tipo es la espectroscopia MALDI-TOF (Matrix-Assisted Laser Desorption/Ionization-Time of Flight). En esta técnica la muestra es atraída por una diferencia de potencial a un analizador y su masa es determinada por el tiempo de vuelo, desde que es ionizada hasta llegar al analizador. En la referencia \cite{malditof} puede verse una animación esquemática de la técnica MALDI-TOF.
En un láser de nitrógeno se puede emitir un pulso en el ultravioleta cercano, corto en su ancho temporal ({\displaystyle \approx } 5ns) y una potencia suficiente ({\displaystyle \approx 10^{2}}) sin muchos requerimientos tecnológicos. Estas características hacen del láser de nitrógeno una fuente de radiación óptima para el bombeo de láseres de colorantes orgánicos. Además el láser de nitrógeno opera sin necesidad de espejos, lo que facilita la alineación con el láser de colorantes. En algunos ejemplos disponibles en internet el láser de nitrógeno se alinea con una pantalla blanca frente al láser de colorante mientras se trata de ponerlo en funcionamiento. La forma del pulso y la potencia producida se evalúa cualitativamente viendo la forma del spot láser y la radiancia de la fluorescencia producida en la pantalla. En esta última referencia se utilizó un láser nitrógeno como mecanismo de bombeo para dos laseres de 7-diethylamino-4-methycoumarin y Rhodamina-6G. También es posible usar un prisma para descomponer el espectro y así obtener un bombeo selectivo haciendo uso de las diferentes frecuencias del espectro del láser de nitrógeno para una solución de Rhodamina 6G en 95\% de Etanol. Detalladas descripciones sobre el uso de láseres de nitrógeno en el bombeo de láseres de colorante se encuentran en libros sobre el tema.

## Enlaces externos

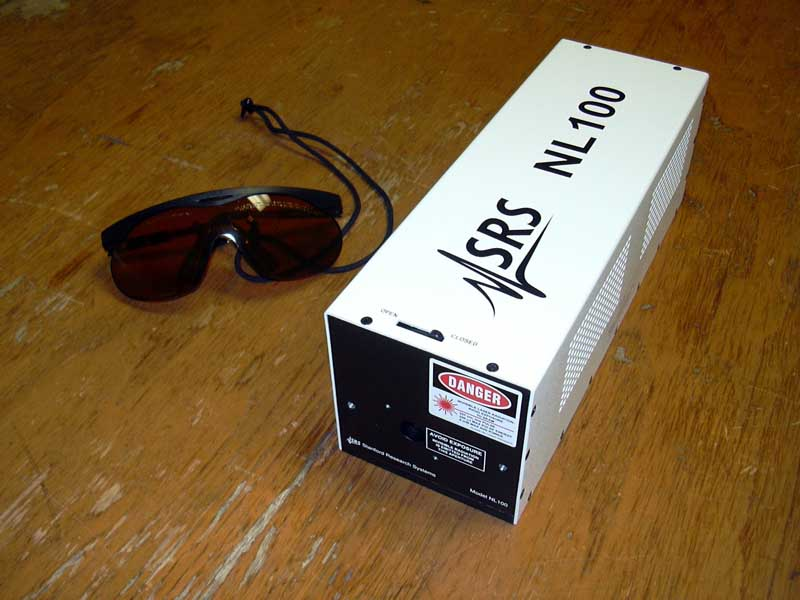
Versión comercial de un láser de cartucho de nitrógeno de 20 Hz con una longitud de onda de 337 nm y una energía de pulso de 170 μJ.